# Тройницкий, Сергей Николаевич
Сергей Николаевич Тройницкий (1882—1948) — русский и советский искусствовед, один из основателей журнала «Старые годы», директор Эрмитажа (1918—1927).

## Биография
Происходил из старинного малороссийского дворянского рода из Вятки. Родился 19 августа 1882 года — сын сенатора, действительного тайного советника Н. А. Тройницкого от второго брака с Анастасией Евгеньевной, урождённой Якушкиной. По матери доводился правнуком декабристу И. Д. Якушкину. Его старший единокровный брат — Александр Николаевич Тройницкий
Окончил в 1904 году Императорское училище правоведения. После кратковременной службы в соответствии с образованием в Министерстве юстиции и Государственной канцелярии, в 1908 году был принят на службу в императорский Эрмитаж в отдел средних веков и эпохи Возрождения, затем стал хранителем отдела драгоценностей. Описывает фонды коллекций, в том числе и предметов «Фарфорового и серебряного музея», переданных из Зимнего дворца. Создал в Эрмитаже «Галерею фарфора». С 1910 г. состоял в Русском генеалогическом обществе. В 1912 г. выпустил Гербовник А. Т. Князева. Издание печаталось в принадлежавшей С. Н. Тройницкому типографии «Сириус». С 1913—1914 г.г. издает журнал «Гербовед», специализировавшийся на изучении дворянских символов. С 1915 — хранитель отделения древностей Эрмитажа. В 1917 г. был членом юридической комиссии при Временном правительстве по вопросу о государственных флаге и гербе. В 1918 г. назначен заведующим и хранителем вновь организованного отдела прикладного искусства нового времени. В том же году избран директором Государственного Эрмитажа. С 1919 по 1922 г. исполнял обязанности товарища председателя Русского историко-генеалогического общества, издал две брошюры об истории своей семьи. В мае 1927 г. освобождён от должности директора Государственного Эрмитажа, после чего переведён в отдел прикладного искусства заведующим, где и проработал до 1931 г., когда был «вычищен по первой категории» без права работать в Эрмитаже.
С конца 1920-х гг. в качестве консультанта и эксперта С. Н. Тройницкому пришлось участвовать в работе печально известной конторы «Антиквариат», занимавшейся распродажей музейной коллекции. Ученый неоднократно выступал против бездумного экспорта произведений искусств. В январе 1929 года он писал директору Библиотеки имени В. И. Ленина — В. И. Невскому: «Мы не продаем. а просто все отдаем за бесценок и без всяких гарантий».
Арестован 28 февраля 1935 г. как «социально опасный элемент», а на следующий день, 01 марта, после единственного допроса, его дело было завершено и он был выслан вместе с женой на 3 года в Уфу. В вину ставились научные командировки за границу в 1923—1925 и 1928 г. в Берлин, Париж и Лондон, а также связь с эмигрантами. Ходатайство Всесоюзного объединения «Антиквариат» с просьбой оставить как ценного специалиста, осталось без последствий. В Уфе работал в одном из музеев.
После ссылки С. Н. Тройницкий обосновался в Москве, жил крайне тяжело, снимал квартиру. В 1939 г. с трудом устроился в музей Кусково, где работал научным сотрудником Музея фарфора и фаянса, одновременно с 1941 г. исполнял обязанности старшего художника в Институте художественной промышленности, а также в 1941—1945 г. преподавал историю искусства в Театральном художественно-техническом училище. Знания опального искусствоведа неожиданно понадобились после войны — оказалось необходимым разобрать вывезенные из Германии коллекции, проконсультировать крупных военачальников об их «трофеях». В 1945 г. С. Н. Тройницкого приняли в Государственный музей изобразительных искусств имени А. С. Пушкина, сначала — главным хранителем, с ноября — заведующим отделом декоративно-прикладного искусства.
Умер в 1948 году, по некоторым сведениям 2 февраля, в санатории туберкулёзной больницы «Высокие горы» под Москвой. Похоронен на Даниловском кладбище.
По заключению прокурора г. Ленинграда от 29 сентября 1989 г. реабилитирован.

## Семья
- Первая жена (с 20 мая 1907[12]) — Варвара Александровна Тройницкая (1878—1942, пропала без вести во время поездки в Кисловодск[13]), дочь генерал-майора Александра Тимрота, внучка генерал-лейтенанта А. И. Тимрота.
  - Дочь — Наталья Сергеевна Тройницкая (1908—1957)[14];
  - Дочь — Елена Сергеевна Тимрот-Тройницкая (15 ноября 1913 — 17 июля 1998)[1], жена Дмитрия Львовича Тимрота, у них сын Георгий (1943—1993).
- Вторая жена — Марфа Андреевна Тройницкая, урождённая Панченко (1889—1954), в первом замужестве Яремич, после 1943 г. замужем за архитектором П. П. Светлицким[15].
- Третья жена — Марианна Викторовна Борисова-Мусатова[16] (1905—1991), художник-график, отбывала вместе с мужем ссылку в Уфе[2][17], художник-оформитель альманаха «Тарусские страницы» и автор иллюстраций во многих книгах[18]. Дочь знаменитого художника[19].

## Адреса
- 1935 — Ленинград, Набережная 9-го января д. 32, кв. 29.